# Hellier de Carteret
Hellier de Carteret (Saint Ouen (Jersey), 1532 – Saint Ouen (Jersey), 1581) è stato il primo Signore di Sark ed il 17° Signore di Saint Ouen.
Fu il figlio di Edouard de Carteret, signore di Saint Ouen (Jersey) e nipote di Philip De Carteret, ottavo Seigneur di Saint Ouen. Sposò la propria cugina Margaret de Carteret e il loro figlio fu Philippe de Carteret I. Respinse un tentativo di invasione francese sull'isola di Jersey nella battaglia di Bouley bay .
È stata sua l'idea di reclutare 40 famiglie e colonizzare l'isola di Sark nel 1563, idea che l'allora regina d'Inghilterra Elisabetta I approvò dando a De Carteret nel 1565 il titolo feudale di seigneur e la proprietà dell'isola a patto però che egli si impegnasse a difenderla dai pirati e dai francesi. Helier si riservò un sesto dell'isola per la costruzione della propria residenza Le Manoir, affittando il resto alle seguenti famiglie: Gosselin (a cui Helier, per un debito contratto con loro, permise di possedere il secondo maggiore appezzamento dell'isola a condizione di fornire quattro uomini e pagare un affitto di 50 scellini), Du Val, Le Cerf, Vibert, Chevalier, Le Brocq, Le Couteur, Rogier e Guille da Saint Ouen; Poingdestre e Hamon da Saint Saviour; Le Masurier e Le Gros da Trinity, Hotton da Saint John, Alexandres da St Peter e Smith, Dare, Brayer, Slowley e Roo dall'Inghilterra.
Ancora oggi a distanza di oltre 400 anni i discendenti delle quaranta famiglie possiedono l'originale moschetto dato loro da Hellier per costituire la milizia e poco lontano dalla Seigneurie ci sono i cannoni donati a Sark da Elisabetta I per difendersi da eventuali invasioni.
È andata persa invece, durante un naufragio della nave di proprietà della precedente famiglia dei signori (i Collings), l'originale lettera in cui la regina autorizzava De Cartered a colonizzare Sark, tuttavia ne esiste una copia nell'archivio reale di Londra.